# Gedvila
Gedvila ist ein litauischer männlicher Familienname. Der Namenstag ist am 19. Januar.

## Herkunft
Der Name ist baltischer Herkunft, gebildet von  ged- (gedėti, trauern) + vil- (viltis, Hoffnung).

## Weibliche Formen
- Gedvilaitė (ledig)
- Gedvilienė (verheiratet)

## Namensträger
- Edmundas Gedvila (* 1943), Unternehmer und Politiker, Bürgermeister von Jonava